# محافظة البحر الأحمر
محافظة البحر الأحمر هي محافظة من محافظات جمهورية مصر العربية وإحدى محافظات مصر الحدودية، تمتد سواحل محافظة البحر الأحمر بطول 1080 كم، من خليج السويس، على خط عرض 29 شمالاً، إلى حدود السودان على خط عرض 22 شمالاً.
الموانئ القديمة تعرف بأنها من أفضل مراكز الغوص والمنتجعات السياحية والمستحمون في الشمس يرقدون على الرمال البيضاء التي تزين السواحل الزرقاء أو على مراسى الشاطئ.

## الثروة المعدنية
تنتج محافظة البحر الأحمر 75% من إنتاج مصر من البترول والغاز الطبيعي.
وتحفل المحافظة بالثروات المعدنية ومنها: الفوسفات والتنجستن والذهب والفضة والكروم والمنجنيز والزمرد وغيرهم.

## التقسيم الإداري

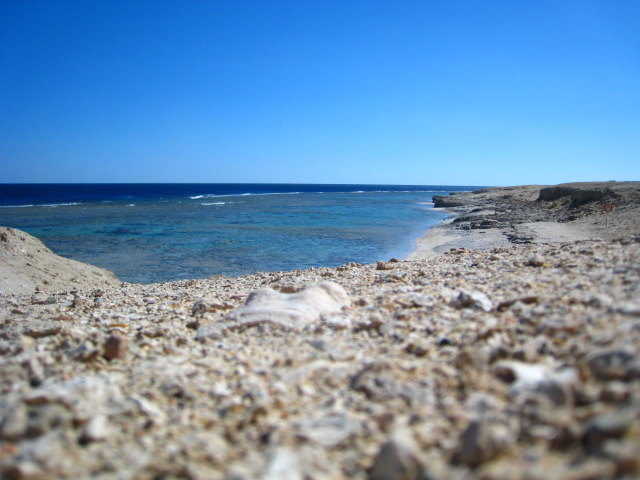
أحد شواطئ المحافظة بين القصير ومرسى علم

تضم محافظة البحر الأحمر عدة مدن وبلدات. مراكزها هي:
- رأس غارب
- الغردقة، وهي عاصمة المحافظة.
- القصير
- سفاجا
- مرسى علم: وتضم برنيس وقرية أبو الحسن الشاذلي.
- شلاتين
- مدينة حلايب والتي تم إعلانها مدينة في فبراير 2014.

## قائمة المحافظين
| الاسم                       | من             | إلى            |
| --------------------------- | -------------- | -------------- |
| عبد العزيز مصطفى            | 13 نوفمبر 1961 | 12 مايو 1965   |
| حامد محمود                  | 12 مايو 1965   | 2 أكتوبر 1965  |
| محمد سيف اليزل              | 2 أكتوبر 1965  | 8 مايو 1968    |
| حسن كامل محمد               | 8 مايو 1968    | 1 يناير 1970   |
| سليمان محمد مظهر            | 1 يناير 1970   | 23 مارس 1976   |
| إبراهيم فؤاد نصار           | 23 مارس 1976   | 16 نوفمبر 1976 |
| علي أحمد عثمان              | 16 نوفمبر 1976 | 30 ديسمبر 1980 |
| يوسف عفيفي                  | 1 يناير 1981   | 21 مايو 1991   |
| محمد صلاح مصباح             | 21 مايو 1991   | 21 أغسطس 1991  |
| محمد يسري الشامي            | 21 أغسطس 1991  | 29 نوفمبر 1993 |
| عبد المنعم سعيد             | 29 نوفمبر 1993 | 16 يناير 1996  |
| محمد زاهر عبد الرحمن        | 16 يناير 1996  | 9 يوليو 1997   |
| سعد أبو ريدة                | 9 يوليو 1997   | 1 يناير 2006   |
| أبو بكر الرشيدي             | 1 يناير 2006   | 17 أبريل 2008  |
| محمد مجدي قبيصي             | 17 أبريل 2008  | 7 أغسطس 2011   |
| محمود عاصم عفيفي            | 7 أغسطس 2011   | 5 سبتمبر 2012  |
| محمد محمد محمد كامل         | 5 سبتمبر 2012  | 16 يونيو 2013  |
| طارق مهدي عبد التواب        | 16 يونيو 2013  | 15 سبتمبر 2013 |
| أحمد عبد الله محمد عبد الله | 15 سبتمبر 2013 | 27 نوفمبر 2019 |
| عمرو حنفي                   | 27 نوفمبر 2019 | حتى الآن       |